# Abrahámovce (okres Kežmarok)
Abrahámovce jsou obec na Slovensku v Prešovském kraji, v okrese Kežmarok. Nachází se přibližně 10 kilometrů východně od Popradu, na jihozápadních svazích Levočských vrchů. Trvale zde žije 263 obyvatel. Obec byla jednou z tvz. kopiníckých vesnic. 

## Historie
První písemná zmínka o obci pochází z roku 1286, kdy je obec zmiňována pod názvem Abraham. V roce 1323 se jméno změnilo na Abrahe, v roce 1367 na Abraamfalua. K roku 1786 je pak obec připomínána jako Abranowcze. Obyvatelstvo obce se věnovalo košíkářství, formanství, ale především zemědělství, které si v obci zachovalo tradici. Dnes je také vyhledávána kvůli zdejší malebné přírodě a velkou četností turistických a cyklistických stezek v její blízkosti.
V minulosti většina obyvatel obce bydlela v části zvané Pikovce, která dnes slouží převážně k rekreaci. V obci se nachází samoobsluha, dětské hřiště, veřejná knihovna, fotbalové hřiště a hostinec.

## Památky
V obci je římskokatolický kostel sv. Šimona a Judy ze 14. století. V kostele se mj. nachází gotický křídlový oltář a Madona s dítětem od sochaře Mistra Pavla z Levoče.

## Doprava
Obec leží mezi obcemi Vlková a Jánovce na silnici II/536, spojující Kežmarok se Spišskou Novou Vsí. V obci funguje autobusová doprava na dvou zastávkách (obecný úrad a rázcestie), která obec spojuje s Kežmarkem, Levočou, i oblastí Spiše.
Rozvoj obce ovlivňuje blízkost k městu Poprad. Jižně od obce vede dálnice D1.